# بريتشارد
بريتشارد (بالإنجليزية: Prichard)‏ هي مدينة أمريكية تقع في ولاية ألاباما.تبلغ مساحة هذه المدينة 65.8 (كم²)،ويبلغ عدد سكانها 22659 نسمة حسب إحصاء سنة 2010 م.تشير الإحصاءات بأن الكثافة السكانية في هذه المدينة تقدر بـ(346.1) نسمة/كم2.

## التركيبة السكانية
حدّد مكتب تعداد الولايات المتحدة بيانات التركيبة السكانية لبريتشارد في تعداد الولايات المتحدة. في ما يلي، التركيبة السكانية حسب تعدادي 2000 و2010.

### تعداد عام 2000
بلغ عدد سكان بريتشارد 28,633 نسمة بحسب تعداد عام 2000، وبلغ عدد الأسر 9,841 أسرة وعدد العائلات 7,269 عائلة مقيمة في المدينة. في حين سجلت الكثافة السكانية 433.4 نسمة لكل كيلومتر مربع (1,122.5/ميل2). وبلغ عدد الوحدات السكنية 11,336 وحدة بمتوسط كثافة قدره 171.6 لكل كيلومتر مربع (444.4/ميل2).
وتوزع التركيب العرقي للمدينة بنسبة 14.18% من البيض و84.53% من الأمريكيين الأفارقة و0.30% من الأمريكيين الأصليين و0.12% من الأمريكيين ذوي الأصول الآسيوية و0.02% من سكان جزر المحيط الهادئ و0.07% من الأعراق الأخرى و0.79% من عرقين مختلطين أو أكثر و0.57% من الهسبانيون أو اللاتينيون من أي عرق.
بلغ عدد الأسر 9,841 أسرة كانت نسبة 45.5% منها لديها أطفال تحت سن الثامنة عشر تعيش معهم، وبلغت نسبة الأزواج القاطنين مع بعضهم البعض 32.8% من أصل المجموع الكلي للأسر، ونسبة 36% من الأسر كان لديها معيلات من الإناث دون وجود شريك، بينما كانت نسبة 5.1% من الأسر لديها معيلون من الذكور دون وجود شريكة وكانت نسبة 26.1% من غير العائلات. تألفت نسبة 23.4% من أصل جميع الأسر من عدة أفراد يعيشون في نفس المنزل ونسبة 9% كانت تتألف من شخص يعيش بمفرده يبلغ من العمر 65 عاماً أو أكثر. وبلغ متوسط حجم الأسرة المعيشية 2.84، أما متوسط حجم العائلات فبلغ 3.35.
بلغ العمر الوسطي للسكان 31.8 عاماً. وكانت نسبة 31.4% من القاطنين تحت سن الثامنة عشر، وكانت نسبة 10.5% بين الثامنة عشر والرابعة والعشرين عاماً، ونسبة 23.8% كانت واقعةً في الفئة العمرية ما بين الخامسة والعشرين والرابعة والأربعين عاماً، ونسبة 20.8% كانت ما بين الخامسة والأربعين والرابعة والستين، ونسبة 10.9% كانت ضمن فئة الخامسة والستين عاماً فما فوق. يوجد لكل 100 أنثى 83.4 ذكر، ويوجد لكل 100 أنثى في الثامنة عشر من عمرها فما فوق 75.5 ذكر.
بلغ متوسط دخل الأسرة في المدينة 19,544 دولارًا، أما متوسط دخل العائلة فبلغ 23,519 دولارًا. وكان متوسط دخل الذكور 26,543 دولارًا مقابل 17,040 دولارًا للإناث. وسجل دخل الفرد الخاص بالمدينة 10,626 دولارًا. وكانت نسبة 31.8% من العائلات ونسبة 35.5% من السكان تحت خط الفقر، وكان من هؤلاء نسبة 47.9% تحت سن الثامنة عشر ونسبة 25.8% في الخامسة والستين من العمر وما فوق.

### تعداد عام 2010
بلغ عدد سكان بريتشارد 22,659 نسمة بحسب تعداد عام 2010، وبلغ عدد الأسر 8,240 أسرة وعدد العائلات 5,659 عائلة مقيمة في المدينة. في حين سجلت الكثافة السكانية 343 نسمة لكل كيلومتر مربع (888.4/ميل2). وبلغ عدد الوحدات السكنية 9,891 وحدة بمتوسط كثافة قدره 149.7 لكل كيلومتر مربع (387.7/ميل2).
وتوزع التركيب العرقي للمدينة بنسبة 12.47% من البيض و85.80% من الأمريكيين الأفارقة و0.38% من الأمريكيين الأصليين و0.08% من الأمريكيين ذوي الأصول الآسيوية و0% من سكان جزر المحيط الهادئ و0.36% من الأعراق الأخرى و0.90% من عرقين مختلطين أو أكثر و0.75% من الهسبانيون أو اللاتينيون من أي عرق.
بلغ عدد الأسر 8,240 أسرة كانت نسبة 35.9% منها لديها أطفال تحت سن الثامنة عشر تعيش معهم، وبلغت نسبة الأزواج القاطنين مع بعضهم البعض 28.5% من أصل المجموع الكلي للأسر، ونسبة 33.8% من الأسر كان لديها معيلات من الإناث دون وجود شريك، بينما كانت نسبة 6.4% من الأسر لديها معيلون من الذكور دون وجود شريكة وكانت نسبة 31.3% من غير العائلات. تألفت نسبة 27.9% من أصل جميع الأسر من عدة أفراد يعيشون في نفس المنزل ونسبة 10.3% كانت تتألف من شخص يعيش بمفرده يبلغ من العمر 65 عاماً أو أكثر. وبلغ متوسط حجم الأسرة المعيشية 2.67، أما متوسط حجم العائلات فبلغ 3.27.
بلغ العمر الوسطي للسكان 35.8 عاماً. وكانت نسبة 26% من القاطنين تحت سن الثامنة عشر، وكانت نسبة 11.6% بين الثامنة عشر والرابعة والعشرين عاماً، ونسبة 21.6% كانت واقعةً في الفئة العمرية ما بين الخامسة والعشرين والرابعة والأربعين عاماً، ونسبة 27.6% كانت ما بين الخامسة والأربعين والرابعة والستين، ونسبة 13.2% كانت ضمن فئة الخامسة والستين عاماً فما فوق. وتوزع التركيب الجنسي للسكان بنسبة 46.1% ذكور و53.9% إناث.

## أعلام
- كينيدي وينستون
- ديلورز برامفيلد
- جيمي في. آدامز